# Streichelzoo

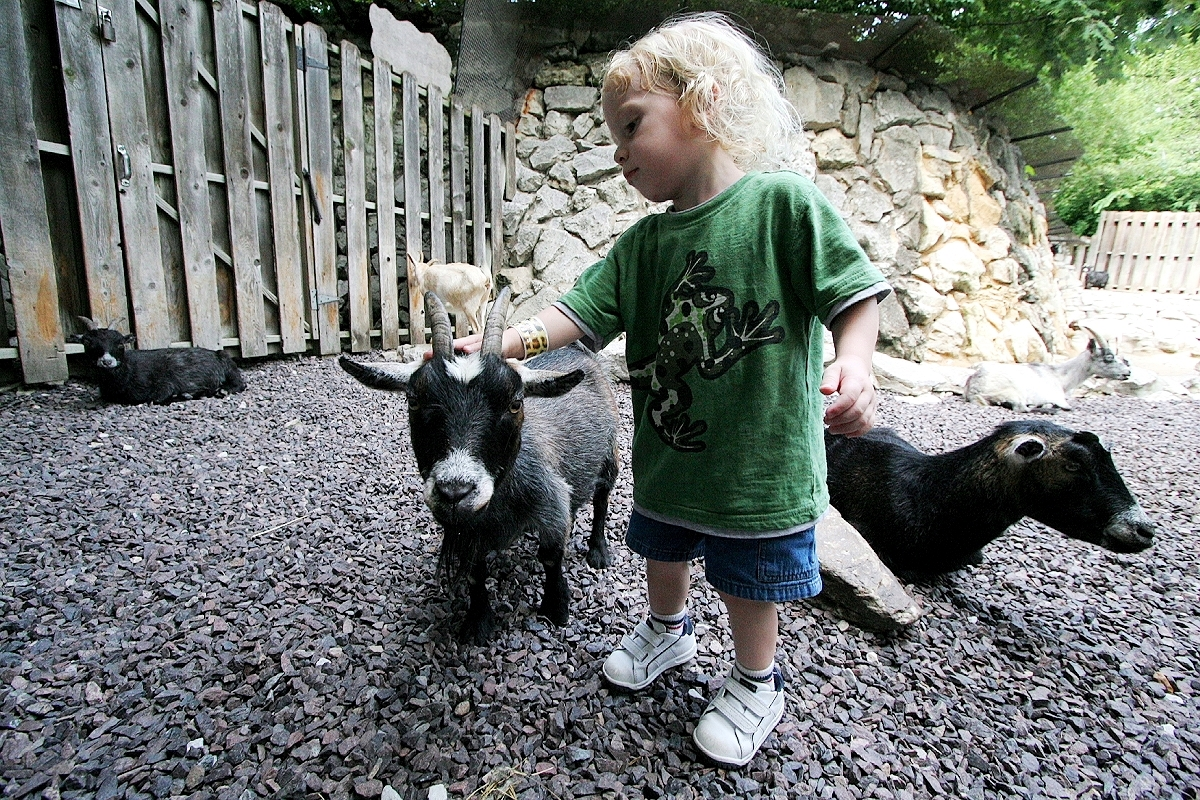
Streichelzoo im St. Louis Zoo

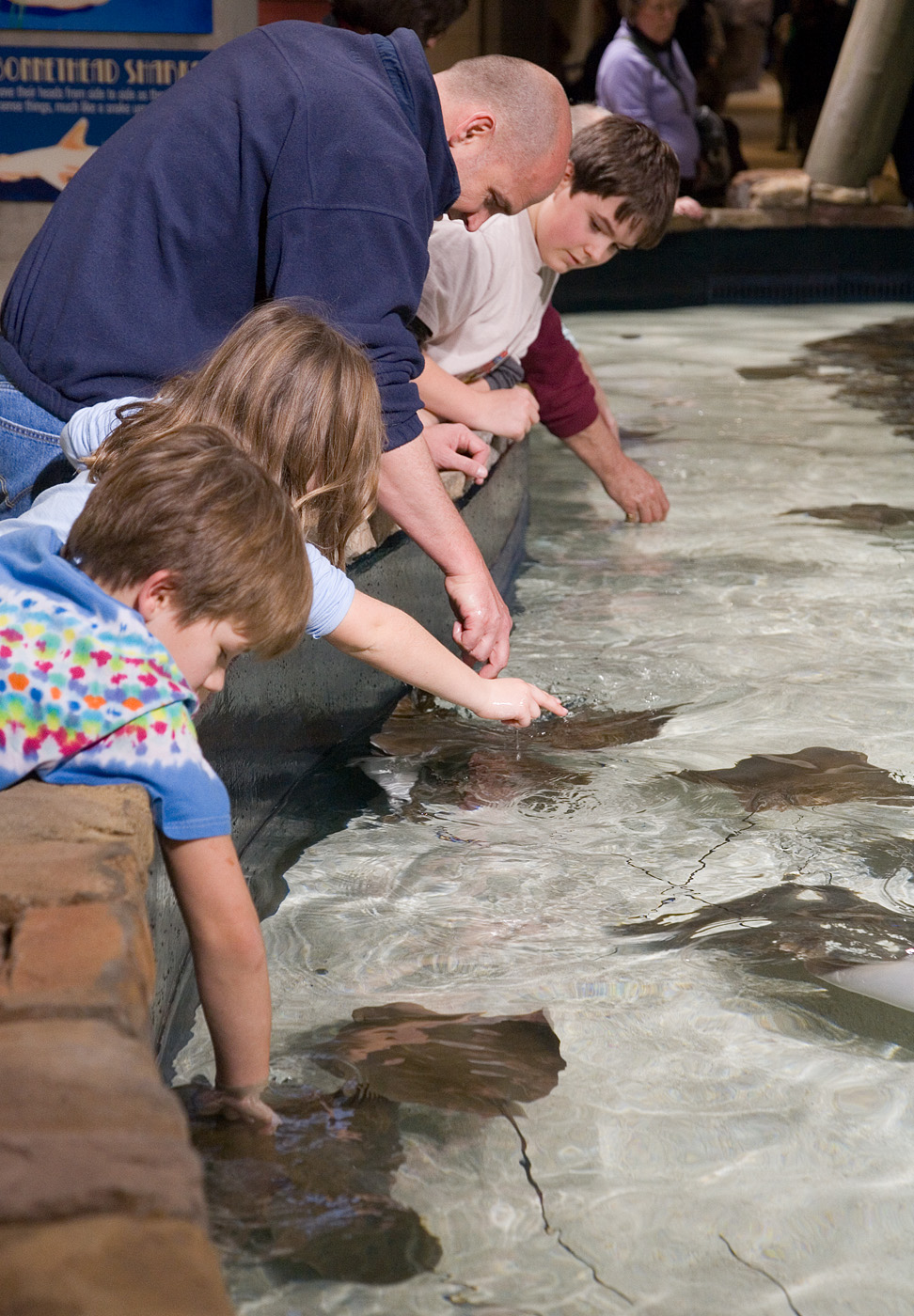
Georgia Aquarium in Atlanta (USA), Streichelbecken

Als Streichelzoo wird eine Gehegeeinrichtung bezeichnet, in der ausgesuchte Haustiere gehalten werden, die als friedfertig und handzahm gelten und speziell Kindern direkten Zugang und Kontakt zu den Tieren ermöglichen sollen. Streichelzoos sind für gewöhnlich Teil öffentlicher Tierparks und/oder Zoos.

## Definition
Ein Streichelzoo ist ein Gehege, in dem Tiere gehalten werden, die
- robust und zahm genug sind, um von Besuchern gestreichelt und ggf. auf den Arm genommen zu werden,
- von sich aus und bereitwillig den Kontakt zum Menschen suchen (also besonders zutraulich sind),
- deren Rassen oder Arten für gewöhnlich kein aggressives Verhalten zeigen und
- den Besuchern in der Regel keine schweren Verletzungen zufügen können.

## Geschichte
Erste Streichelzoos wurden bereits in den 1930er-Jahren eingerichtet, etwa in den Zoos von Leipzig und München. Der Begriff „Streichelzoo“ aber entstand erst später und geht auf den Veterinärmediziner Wolfgang Salzert zurück.

## Tiere und deren Haltung
Häufige Tiere sind domestizierte Ziegen und Schafe, Meerschweinchen, Kaninchen, Hängebauchschweine und Minischweine, manchmal auch Esel, Miniponys (besonders Shetlandponys) und Hühner.
Um die Gesundheit der Tiere sicherzustellen, wird das Futter von den Zoos bereitgestellt und entweder in Automaten oder von einem Kiosk angeboten. Heute werden Streichelzoos oft so eingerichtet, dass die Tiere einen eigenen Rückzugsraum haben und von sich aus den Kontakt zum Besucher suchen können.

## Streichelbecken
Eine besondere Form ist das Streichelbecken. Hier soll Besuchern die Möglichkeit geboten werden, ausgesuchte Aquarientiere zu berühren und zu füttern. Zu den häufigsten Tieren in Streichelbecken zählen Delfine, verschiedene Rochen und kleinbleibende, friedfertige Hai-Arten. Beispielsweise können im Georgia Aquarium in Atlanta (Georgia) Stechrochen und Schaufelnasen-Hammerhaie gestreichelt werden. Ein Streichelbecken existiert auch im Aquarium des Zoologischen Gartens in Berlin.